# Psychotria reflexapedunculata
Psychotria reflexapedunculata är en måreväxtart som beskrevs av Seymour Hans Sohmer. Psychotria reflexapedunculata ingår i släktet Psychotria och familjen måreväxter. Inga underarter finns listade i Catalogue of Life.